# Lottinghen
Lottinghen és un municipi francès situat al departament del Pas de Calais i a la regió dels Alts de França. L'any 2007 tenia 511 habitants.

## Demografia

### Població
El 2007 la població de fet de Lottinghen era de 511 persones. Hi havia 180 famílies de les quals 36 eren unipersonals (8 homes vivint sols i 28 dones vivint soles), 48 parelles sense fills, 84 parelles amb fills i 12 famílies monoparentals amb fills.
La població ha evolucionat segons el següent gràfic:
Habitants censats

### Habitatges
El 2007 hi havia 207 habitatges, 180 eren l'habitatge principal de la família, 11 eren segones residències i 16 estaven desocupats. Tots els 204 habitatges eren cases. Dels 180 habitatges principals, 138 estaven ocupats pels seus propietaris, 37 estaven llogats i ocupats pels llogaters i 5 estaven cedits a títol gratuït; 3 tenien dues cambres, 11 en tenien tres, 33 en tenien quatre i 133 en tenien cinc o més. 154 habitatges disposaven pel capbaix d'una plaça de pàrquing. A 74 habitatges hi havia un automòbil i a 91 n'hi havia dos o més.

### Piràmide de població
La piràmide de població per edats i sexe el 2009 era:
| Homes | Edats   | Dones |
| ----- | ------- | ----- |
| 0     | 95 o +  | 0     |
| 0     | 90 a 94 | 0     |
| 0     | 85 a 89 | 8     |
| 8     | 80 a 84 | 0     |
| 12    | 75 a 79 | 20    |
| 12    | 70 a 74 | 8     |
| 8     | 65 a 69 | 16    |
| 4     | 60 a 64 | 4     |
| 4     | 55 a 59 | 8     |
| 20    | 50 a 54 | 12    |
| 12    | 45 a 49 | 12    |
| 20    | 40 a 44 | 16    |
| 12    | 35 a 39 | 8     |
| 28    | 30 a 34 | 24    |
| 16    | 25 a 29 | 20    |
| 16    | 20 a 24 | 16    |
| 16    | 15 a 19 | 4     |
| 12    | 10 a 14 | 24    |
| 8     | 5 a 9   | 4     |
| 24    | 0 a 4   | 12    |

## Economia
El 2007 la població en edat de treballar era de 326 persones, 243 eren actives i 83 eren inactives. De les 243 persones actives 220 estaven ocupades (130 homes i 90 dones) i 23 estaven aturades (9 homes i 14 dones). De les 83 persones inactives 20 estaven jubilades, 29 estaven estudiant i 34 estaven classificades com a «altres inactius».

### Ingressos
El 2009 a Lottinghen hi havia 188 unitats fiscals que integraven 527 persones, la mediana anual d'ingressos fiscals per persona era de 15.240 €.

### Activitats econòmiques
Dels 14 establiments que hi havia el 2007, 1 era d'una empresa extractiva, 2 d'empreses alimentàries, 5 d'empreses de construcció, 1 d'una empresa de comerç i reparació d'automòbils, 1 d'una empresa d'hostatgeria i restauració, 1 d'una empresa immobiliària, 2 d'empreses de serveis i 1 d'una empresa classificada com a «altres activitats de serveis».
Dels 7 establiments de servei als particulars que hi havia el 2009, 1 era un paleta, 2 fusteries, 2 lampisteries, 1 perruqueria i 1 agència immobiliària.
L'únic establiment comercial que hi havia el 2009 era una fleca.
L'any 2000 a Lottinghen hi havia 14 explotacions agrícoles que ocupaven un total de 750 hectàrees.

## Equipaments sanitaris i escolars
El 2009 hi havia una escola elemental integrada dins d'un grup escolar amb les comunes properes formant una escola dispersa.

## Poblacions més properes
El següent diagrama mostra les poblacions més properes.